# 3.ª Perimetral
A 3.ª Perimetral (ou Terceira Perimetral ou III Perimetral), também chamada simplesmente de Perimetral, é uma via arterial que liga as Zonas Norte e Sul da cidade de Porto Alegre, constituindo um contorno viário, sem passar pelo Bairro Centro, construída com o objetivo de otimizar o fluxo de carros e ônibus e proporcionar a melhoria do tráfego urbano, inclusive pela construção do viaduto Leonel Brizola. Sua obra foi iniciada em 1999 e foi concluída em 2006.
Trata-se, em verdade, de uma única via coberta por diversas avenidas, possuindo diversas denominações. Sua extensão total é de aproximadamente 12,3 km e passa por cerca de 20 bairros porto-alegrenses.

## Críticas
Embora a construção da 3ª Perimetral tenha sido considerada um avanço para o trânsito da capital gaúcha, o projeto final da via foi alvo de críticas devido à maneira como foi concebido, em razão do excessivo número de semáforos posicionados ao longo da avenida. A distância entre alguns deles chega a aproximadamente 100 metros ou menos, o que alegadamente dificulta o fluxo de veículos em horários de trânsito intenso.

## Trajeto
A 3ª Perimetral é composta pelas seguintes vias públicas:
- Rua Dona Teodora até o entroncamento com a nova ponte do Guaíba
- Avenida Ceará
- Rua Pereira Franco
- Rua Souza Reis
- Rua Edu Chaves
- Rua Dom Pedro II
- Avenida Augusto Meyer
- Avenida Carlos Gomes
- Avenida Senador Tarso Dutra
- Rua Doutor Salvador França
- Avenida Coronel Aparício Borges
- Avenida Teresópolis até o Largo Carlos Ribeiro Cancella-Badico, logo após a Praça Guia Lopes

A função de via perimetral é complementada pela avenida Nonoai e pela rua Doutor Campos Velho.

## Obras
Ao longo da 3ª Perimetral, foram construídos diversos viadutos e passagens de nível, a saber:
- Viaduto José Eduardo Utzig - ruas Dom Pedro II, Souza Reis e Pereira Franco sobre a avenida Benjamin Constant
- Viaduto Jayme Caetano Braun - avenida Carlos Gomes sobre a avenida Nilo Peçanha
- Viaduto Jorge Alberto Mendes Ribeiro - avenida Protásio Alves sobre as avenidas Carlos Gomes e Senador Tarso Dutra
- Viaduto Leonel Brizola - ruas Dona Teodora, Edu Chaves e avenida Ceará sobre a avenida Zaida Jarros
- Passagem de nível Engenheiro José Portella Nunes - rua Dawid Josef Kapel sob a avenida Teresópolis
- Viaduto São Jorge - avenidas Doutor Salvador França e Coronel Aparício Borges sobre a avenida Bento Gonçalves